# Neoclytus
Neoclytus es un género de escarabajos de la familia Cerambycidae. Miden 4 a 20 mm. Hay 93 especies en el Nuevo Mundo.

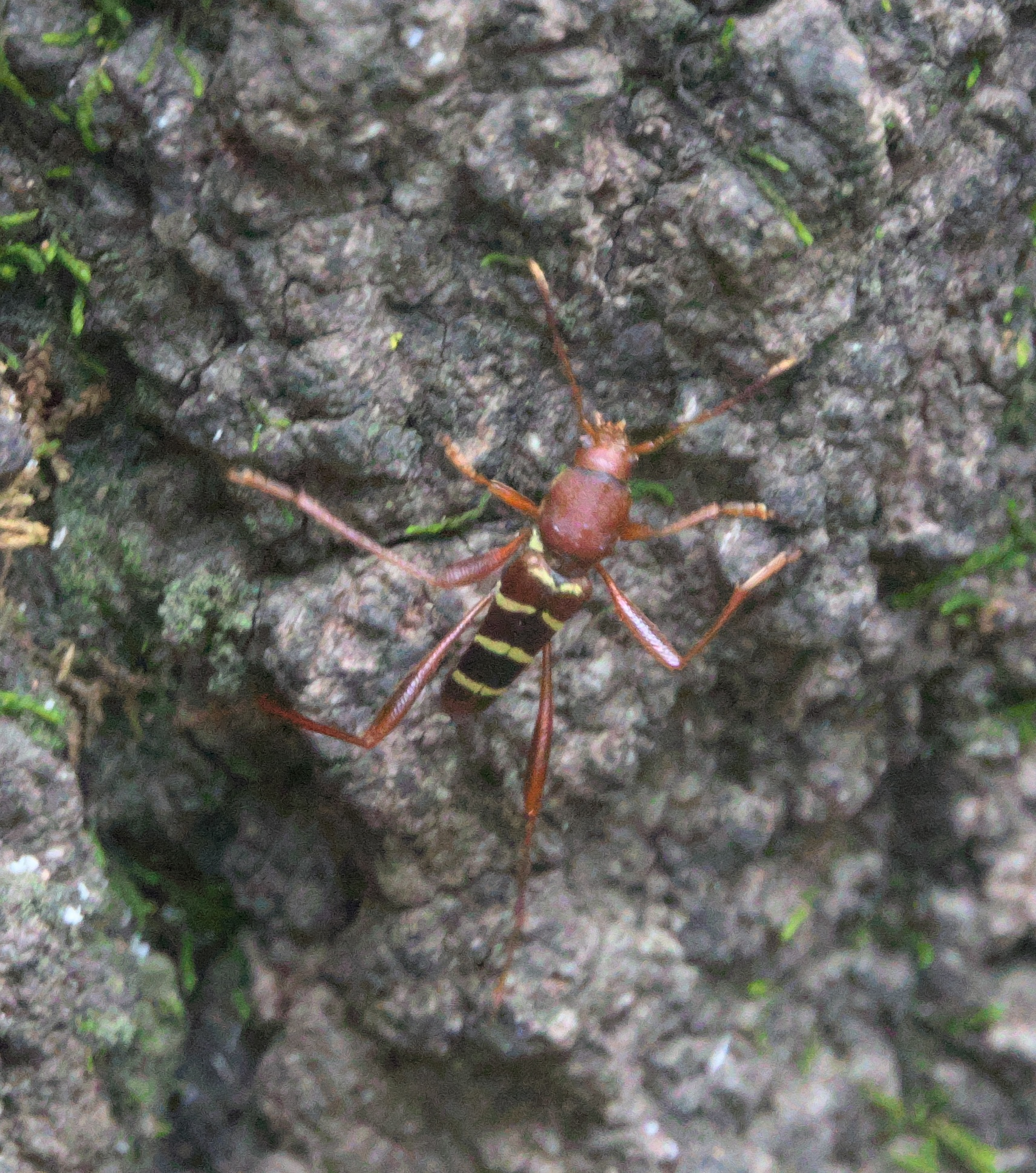
Neoclytus acuminatus
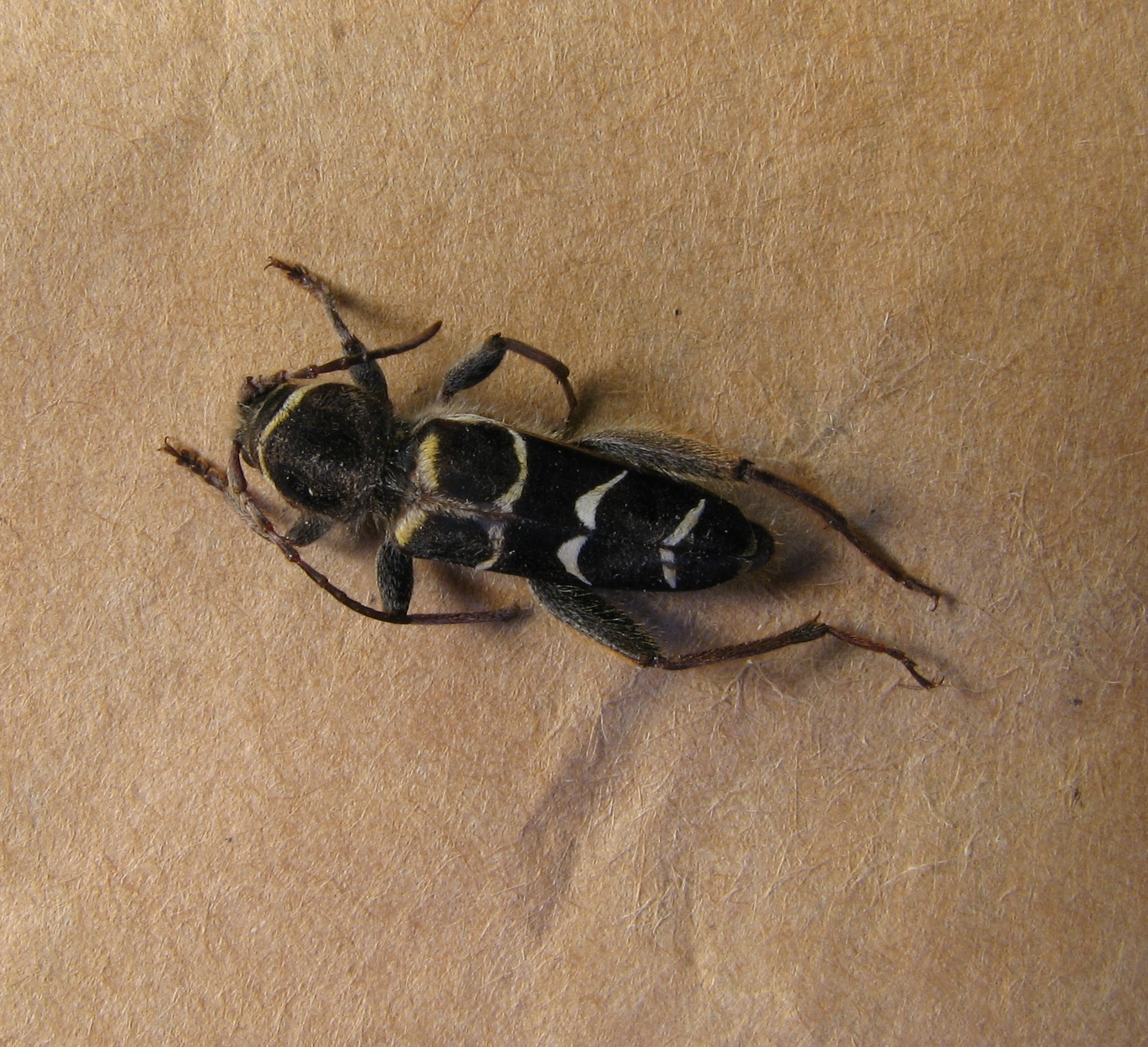
Neoclytus caprea
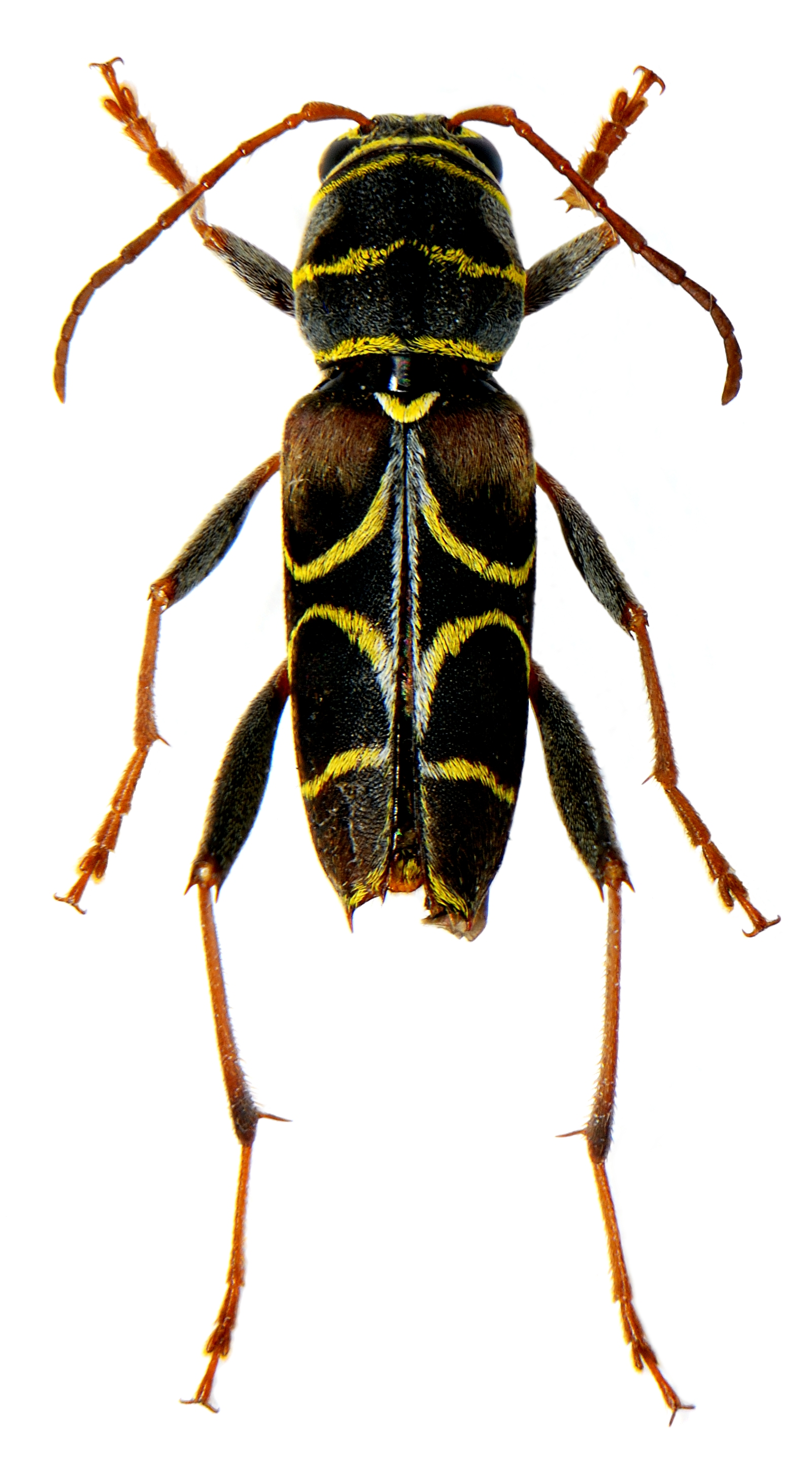
Neoclytus scutellaris

## Especies
Estas 58 species son del género Neoclytus:
| - Neoclytus acteon (Chevrolat, 1860) c g - Neoclytus acuminatus (Fabricius, 1775) i c g b ) - Neoclytus anama Galileo & Martins, 2007 c g - Neoclytus angelicus Van Dyke, 1927 i c g - Neoclytus approximatus (LeConte, 1862) i c g b - Neoclytus araneiformis (Olivier, 1795) i c - Neoclytus ascendens LeConte, 1878 i - Neoclytus augusti (Chevrolat, 1835) i c g b - Neoclytus bahamicus Cazier & Lacey, 1952 c g - Neoclytus balteatus LeConte, 1873 i c g b - Neoclytus beltianus Bates, 1885 c g - Neoclytus cacicus (Chevrolat, 1860) c g - Neoclytus caprea (Say, 1824) i c g b - Neoclytus chevrolati (Castelnau & Gory, 1841) c g - Neoclytus clavipes (Chevrolat, 1860) c g - Neoclytus columbianus Fuchs, 1963 - Neoclytus conjunctus (LeConte, 1857) i c g b - Neoclytus cordifer (Klug, 1829) i b - Neoclytus curtulus (Chevrolat, 1860) c g - Neoclytus englemani Giesbert, 1989 c g - Neoclytus fraterculus Martins & Galileo, 2008 c g - Neoclytus guianensis (Laporte & Gory, 1835) - Neoclytus hoegei (Bates, 1880) c g - Neoclytus horridus (LeConte, 1862) i c g b - Neoclytus impar (Germar, 1824) c g - Neoclytus interruptus LeConte, 1873 i c g - Neoclytus irroratus (LeConte, 1858) i c g b - Neoclytus jibacoense Zayas, 1975 c g - Neoclytus jouteli Davis, 1904 i c g b | - Neoclytus leucozonus (Laporte and Gory, 1835) i - Neoclytus longipes (Drury, 1773) i c - Neoclytus magnus Schaeffer 1904 i c g b - Neoclytus modestus Fall, 1907 i c g b - Neoclytus mucronatus (Fabricius, 1775) i c b - Neoclytus muricatulus (Kirby, 1837) c g b - Neoclytus nubilus Linsley, 1933 i c g - Neoclytus pallidicornis Fisher, 1932 c g - Neoclytus peninsularis Schaeffer, 1905 c g - Neoclytus personatus Chemsak & Linsley, 1974 c g - Neoclytus podagricus (White, 1855) c g - Neoclytus provoanus Casey, 1924 i c g - Neoclytus pubicollis Fisher, 1932 c g - Neoclytus purus Bates, 1885 c g - Neoclytus pusillus (Castelnau & Gory, 1841) c g - Neoclytus resplendens Linsley, 1935 i c g b - Neoclytus rufitarsis (Chevrolat, 1860) c g - Neoclytus rufus (Olivier, 1795) c g - Neoclytus scutellaris (Olivier, 1790) i c g b - Neoclytus senilis (Fabricius, 1798) c g - Neoclytus smithi Bates, 1892 c g - Neoclytus steelei Chemsak & Linsley, 1978 c g - Neoclytus tenuiscriptus Fall, 1907 i c g b - Neoclytus torquatus LeConte, 1873 i c g b - Neoclytus unicolor (Castelnau & Gory, 1841) c g - Neoclytus vanduzeei Van Dyke, 1927 i c g b - Neoclytus vitellinus Martins & Galileo, 2008 c g - Neoclytus ypsilon Chevrolat, 1862 c g - Neoclytus zonatus Martins & Galileo, 2008 c g |

Data sources: i = ITIS, c = Catalogue of Life, g = GBIF, b = Bugguide.net